# Godfrey Munshya
Godfrey Munshya est un footballeur international zambien des années 1980, qui évoluait au poste d'attaquant.

## Biographie
International zambien, Munshya participe à la CAN 1982. Lors de cette compétition, il inscrit un but contre l’Éthiopie et un autre contre l'Algérie, permettant à la Zambie de finir troisième du tournoi.
En club, il joue en faveur du Kabwe Warriors.

## Buts en sélection
Liste incomplète
| Buts en sélection de Godfrey Munshya | Buts en sélection de Godfrey Munshya | Buts en sélection de Godfrey Munshya | Buts en sélection de Godfrey Munshya | Buts en sélection de Godfrey Munshya | Buts en sélection de Godfrey Munshya | Buts en sélection de Godfrey Munshya |
|                                      | Date                                 | Lieu                                 | Adversaire                           | Score                                | Résultat                             | Compétition                          |
| ------------------------------------ | ------------------------------------ | ------------------------------------ | ------------------------------------ | ------------------------------------ | ------------------------------------ | ------------------------------------ |
| 1.                                   | 13 mars 1982                         | Benghazi (Libye)                     | Éthiopie                             | 1-0 (1 but à 68e)                    | 1-0                                  | CAN 1982 (1er tour)                  |
| 2.                                   | 18 mars 1982                         | Tripoli (Libye)                      | Algérie                              | 2-0 (1 but à 25e)                    | 2-0                                  | CAN 1982 (3e place)                  |

## Palmarès
- Vainqueur de la Coupe de Zambie en 1984 avec le Kabwe Warriors